# Крунидбени камен у Кингстону
Крунидбени камен у Кингстону (енгл. Coronation Stone) је стари камен, који се налази у близини зграде гилде у Кингстону на Темзи, у Енглеској. Кингстон је данас предграђе Лондона, а некад је био седиште грофовије Сари.
Камен је значајан због тога што се се на њему крунисали енглески краљеви из англосаксонског периода. На плинти испод стуба су уклесана имена седморице енглеских краљева који су крунисани на камену, а то су:
- Едвард Старији
- Етелстан Сјајни
- Едмунд I Величанствени
- Едред, краљ Енглеске
- Едви, краљ Енглеске
- Едвард II Мученик
- Етелред Неспремни